# Valdeltormo
Valdeltormo (katalanisch: La Vall de Tormo) ist eine spanische Gemeinde in der Provinz Teruel der Autonomen Region Aragón. Sie liegt an der Nationalstraße 420 westlich von Calaceite in der Comarca Matarraña (Matarranya) im überwiegend katalanischsprachigen Gebiet der Franja de Aragón. 2024 hatte die Gemeinde 305 Einwohner.

## Geschichte
Die Besiedlung ist durch Keramikfunde aus dem Übergang von der Bronzezeit zur Eisenzeit nachgewiesen. Auch in der Zeit der Iberer bestanden mehrere Siedlungen. Der Ort kam 1168 unter König Alfons II. endgültig an die Krone von Aragón. Kirchlich gehörte Valdetormos bis 1407 zu Valjunquera. 1643 wurde der eng mit dem Orden von Calatrava verbundene Ort geplündert und gebrandschatzt. Während des Spanischen Bürgerkriegs wurden der Bürgermeister (alcalde) und alle Ratsmitglieder füsiliert. Im Dezember 1947 verübte der Maquis einen Anschlag auf einen Zug der 1973 stillgelegten Bahnstrecke des Ferrocarril del Val de Zafán. Die Landflucht führte zu einem starken Bevölkerungsrückgang.

## Einwohner
| 2001 | 2006 | 2011 | 2013 |
| ---- | ---- | ---- | ---- |
| 377  | 349  | 324  | 322  |

## Verkehr
Auf der stillgelegten Bahnstrecke wurde der Radweg Vía Verde de la Val de Zafán eingerichtet.

## Sehenswürdigkeiten
- Die im Jahr 1698 errichtete Pfarrkirche Nuestra Señora de la Asunción.
- Das alte Rathaus.
- Das neue Rathaus in der Casa del Negre.
- Die Kapelle San Roque.
- Der auf maurischen Ursprung zurückgehende Brunnen.
- Die Säule der Piedad aus dem Jahr 1690.
- Die Ruine des mittelalterlichen Turms Torre Cremá oder Torre Cremada.